# Луга и кустарники Хобьо
Луга и кустарники Хобьо — экологический регион, расположенный на побережье Сомали и начинающийся севернее города Хобьо и заканчивающийся чуть южнее Могадишо. Статус сохранности экорегиона оценивается как уязвимый, специальный код экорегиона — AT1307.
Регион малонаселён, в среднем плотность населения составляет от 1 до 20 чел. на км².

## Ландшафт
Экорегион представляет собой участок прибрежной равнины с дюнами из белого и оранжевого песка. Дюны достигают высоты в 60 м, ширина достигает 10—15 км. В геологическом отношении это недавно отложенные пески над породами докембрийского фундамента.

## Климат
Температура воздуха в течение года мало меняется. Климат жаркий и сухой, со средней максимальной месячной температурой от 30 °C до 33 °C и средней минимальной температурой от 21 °C до 27 °C. Ежегодно выпадает в среднем 200 мм осадков, почти все они выпадают в сезонный период, длящийся с апреля по июнь.

## Флора и фауна
Экорегион является центром эндемизма растений. Они приспособились к жаркому климату по-разному. Ботанические исследования экорегиона начались ещё в конце 19 века, однако достоверных оценок о количестве эндемичных растений пока нет. По оценкам, здесь встречается менее 1000 видов сосудистых растений, среди них есть несколько эндемиков. Среди них: Buxus hildebrantii, Maytenus undata и Vepris eugeniifolia.
Среди животных в экорегионе обитают два строго эндемичных вида рептилий: Haackgreerius miopus и Latastia cherchii, а также пять других видов рептилий, почти эндемичных для экорегиона. Встречаются также два строго эндемичных млекопитающих: сомалийский дикдик и сомалийский златокрот. Среди более редких крупных млекопитающих встречаются дибатаг, сомалийская газель, горный дикдик и газель Спика, все они имеют довольно ограниченные ареалы в районе Африканского Рога. Также в экорегионе обитают два строго эндемичных вида птиц: Mirafra ashi и Spizocorys obbiensis, они обитают в прибрежных лугах.

## Состояние экорегиона
Из-за политической нестабильности и физической недоступности состояние региона оценить трудно. Единственная охраняемая территория — национальный парк Лаг-Бадана, но он больше не функционален.